# Гитциг, Фридрих

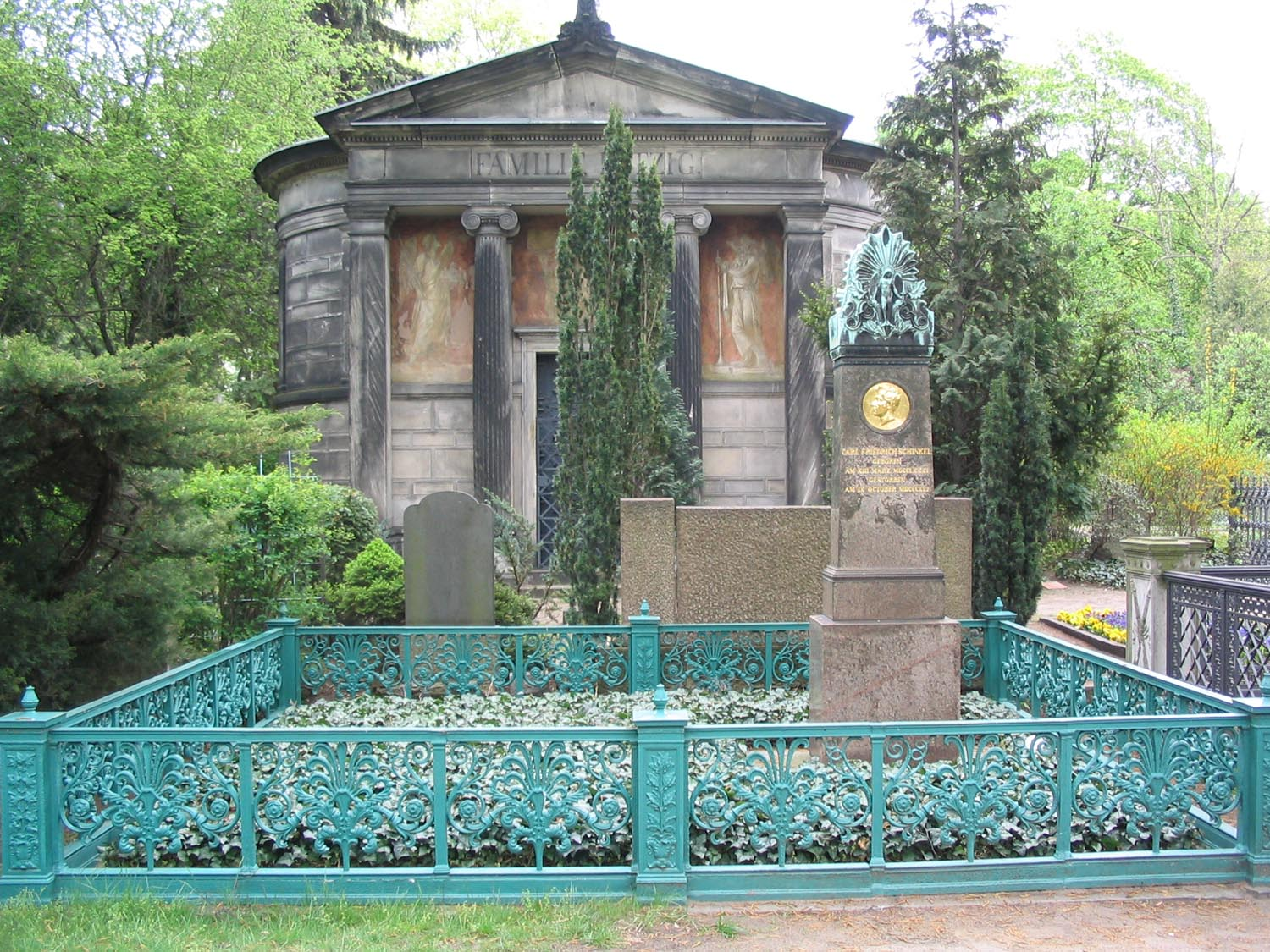
Надгробие Карла Фридриха Шинкеля на фоне семейного мавзолея Гитцигов. Доротеенштадтское кладбище. Берлин-Митте

Георг Фридрих Генрих Ги́тциг, также Георг Фридрих Хи́тциг (нем. Georg Friedrich Heinrich Hitzig; 8 апреля 1811, Берлин — 11 октября 1881, Берлин) — немецкий архитектор неоклассического направления периода историзма.

## Биография
Фридрих Гитциг происходил из еврейской семьи, приближённой к прусскому двору. Он был сыном юриста, книгоиздателя и писателя Юлиуса Эдуарда Гитцига. В детские годы Фридрих и его сестра Клара послужили прототипами героев сказки Гофмана «Щелкунчик и Мышиный король».
После окончания гимназии Фридриха Вильгельма Георг Фридрих Генрих Гитциг поступил в ремесленное училище, а затем в Берлинскую строительную академию. В 1829 году он сдал экзамен на землемера. Работал стажёром у знаменитого архитектора Карла Фридриха Шинкеля на строительстве Берлинской обсерватории.
После пребывания в Париже в 1837 году он сдал экзамен на звание мастера-строителя. Вместо того чтобы поступить на государственную службу, Георг Фридрих поселился в Берлине и работал в качестве частного архитектора. Гитциг стал особенно востребованным архитектором в эпоху после Шинкеля. Он по-своему развил классицистический стиль Шинкеля, используя в своих проектах элементы архитектуры итальянского Возрождения, и поэтому считается учеником Шинкеля. На улицах Бельвю, Ленне, Роон (ныне Конрад-Аденауэр) и Хитцигштрассе, названной в честь архитектора (теперь Штюлерштрассе), Гитцигом было построено множество частных домов, в основу которых положена структура сельской виллы, включая палисадники с группами деревьев. Гитциг проектировал таунхаусы для торговца Жерсона, банкира и виноторговца Краузе и графа Пурталеса Rosenberg.
В период 1845—1864 годов архитектор совершил несколько поездок в Египет, Грецию, Турцию, Италию и Францию. После этого он нашёл возможность пройти практику в качестве архитектора в Триесте. В 1850 году стал членом Прусской строительной депутации, а в 1855 году — членом Берлинской академии искусств. В 1868 году он стал членом Сената Академии искусств, а в 1875 году — её президентом. 1 октября 1880 года он был избран директором департамента строительства зданий Академии гражданского строительства.
Похоронен на Доротеенштадтском кладбище в Берлине-Митте. Там же похоронены его отец и сын Эдуард Хитциг. Рядом с семейным мавзолеем Гитцигов находится захоронение Карла Фридриха Шинкеля.

## Галерея

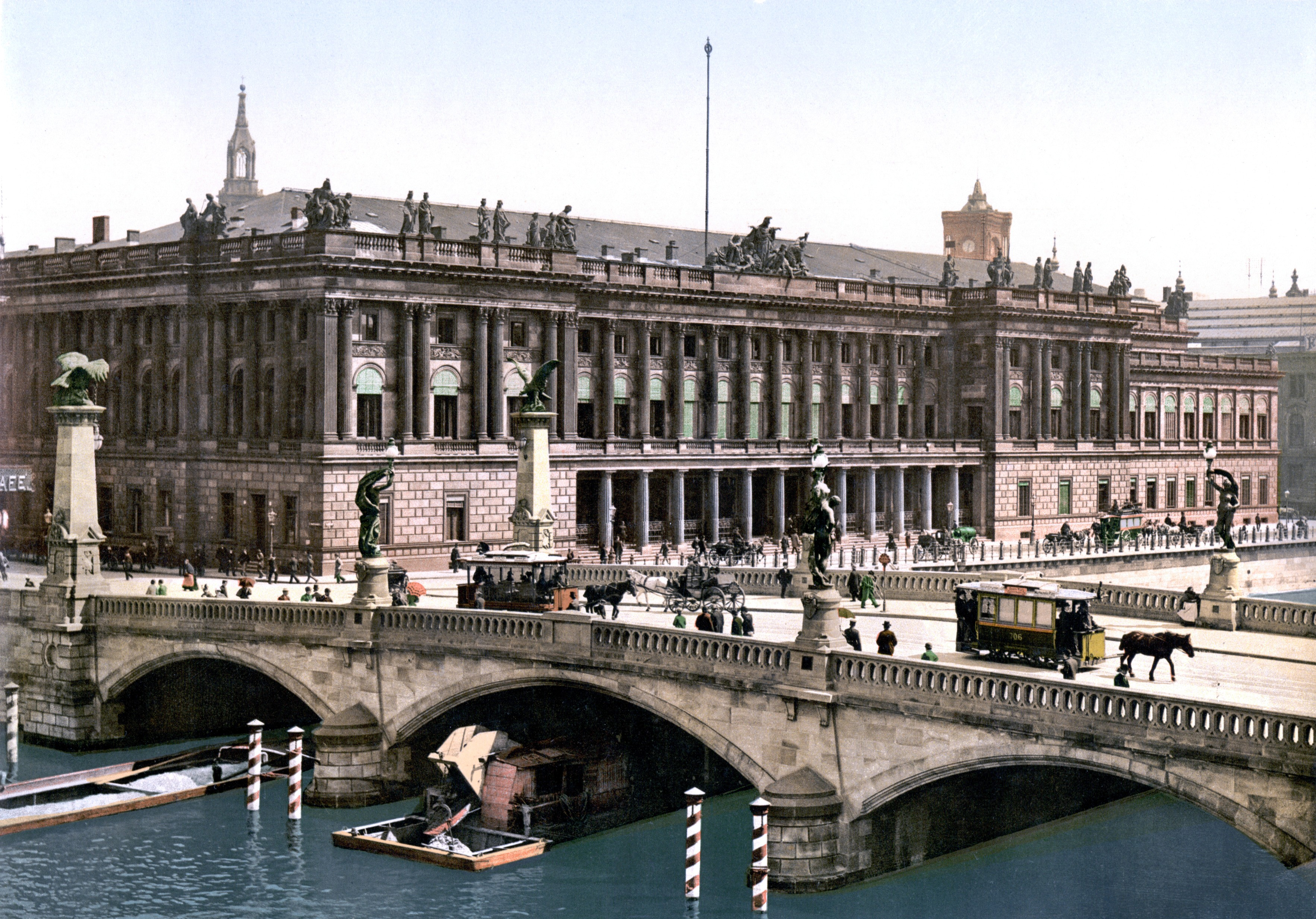
Здание Биржи (1859—1864) и Мост Фридриха. Берлин. Хромофототипия ок. 1900 г.
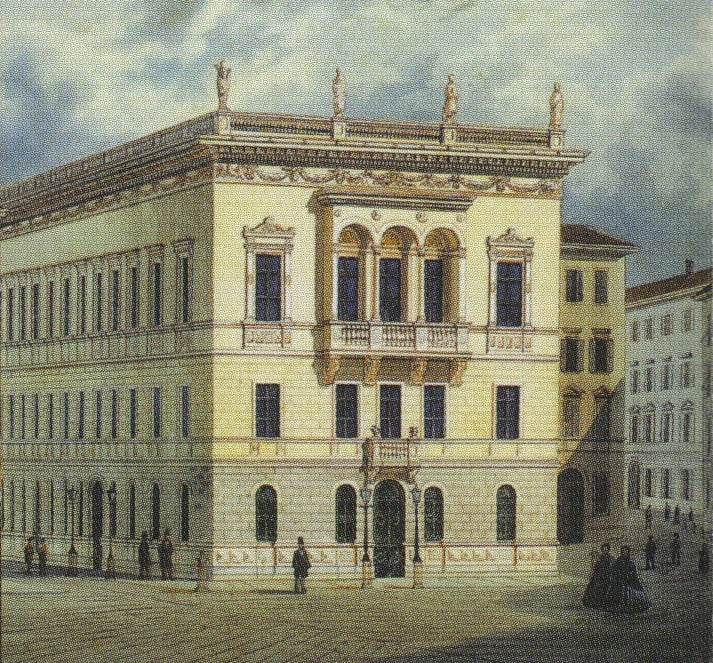
Палаццо Револьтелла. 1858. Триест
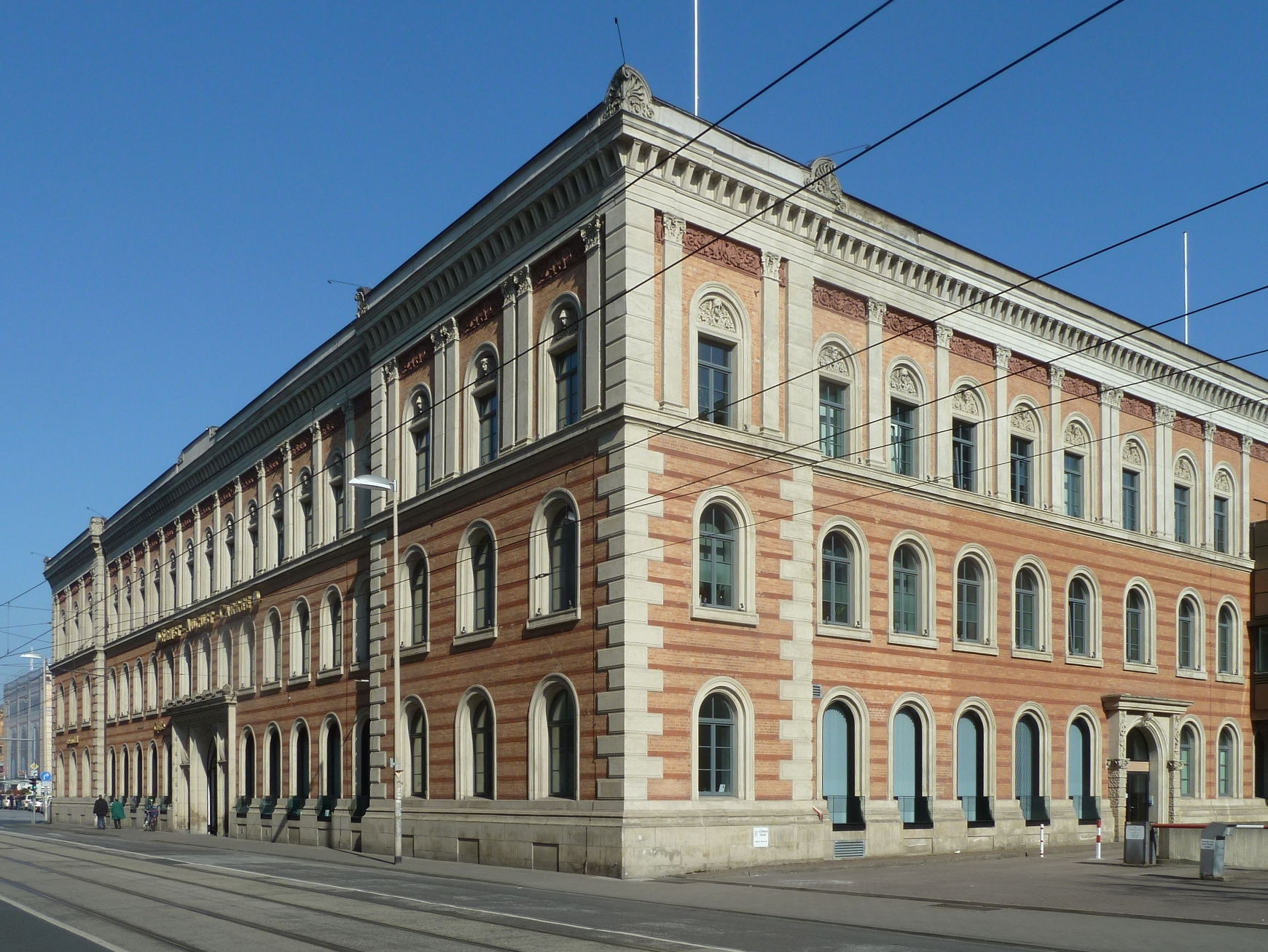
«Каре Эрнста Августа». 1870—1872. Ганновер
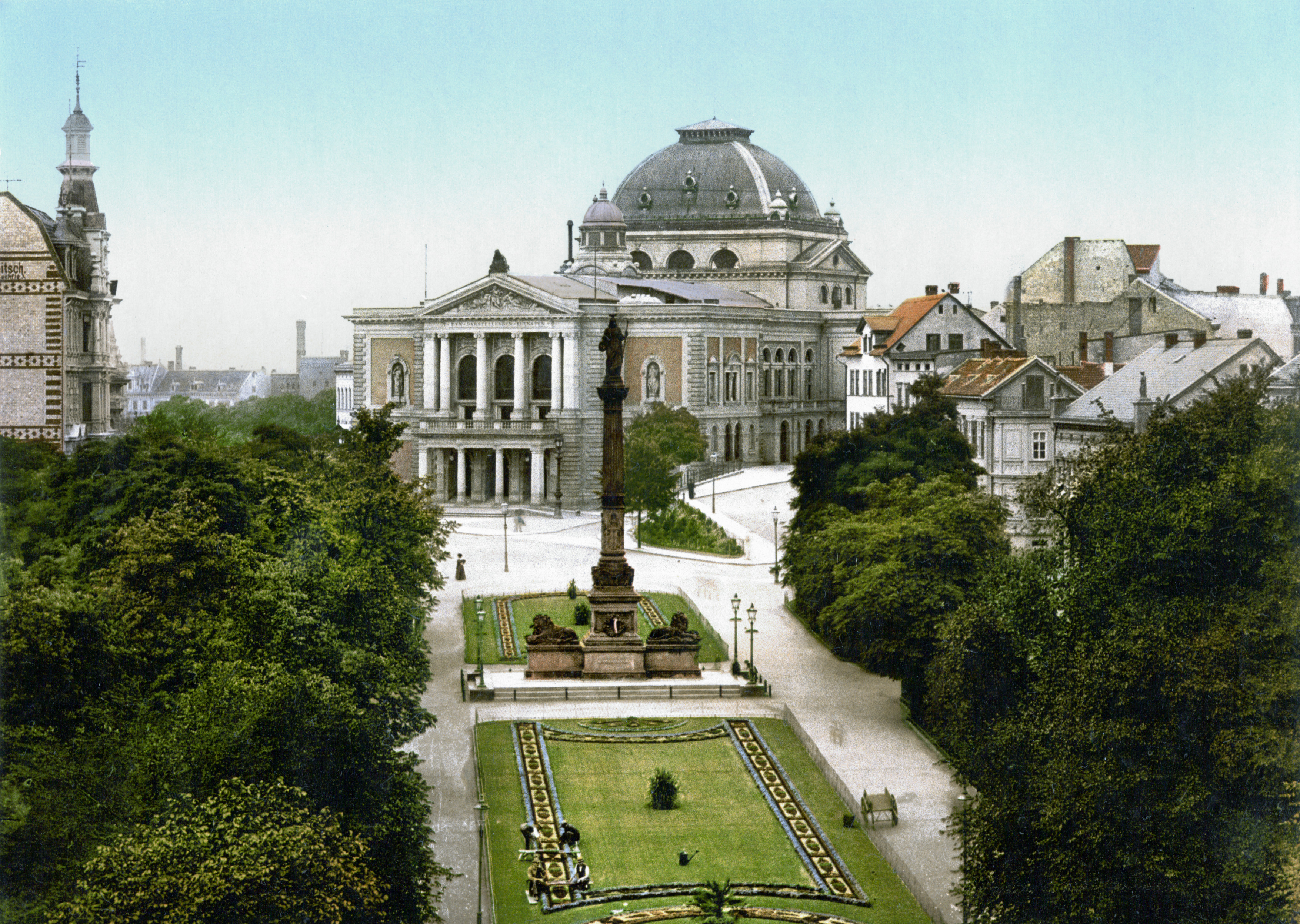
Городской театр в Галле. 1884—1886
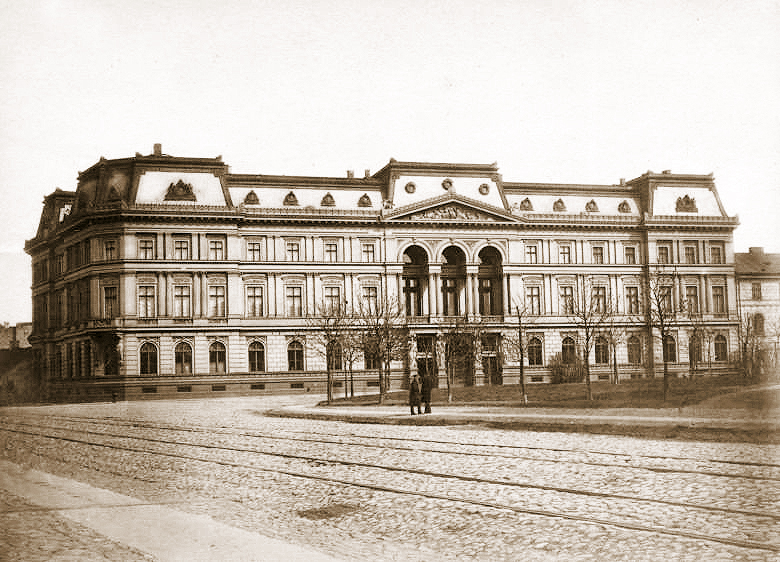
Дворец Кроненберг в Варшаве. 1868—1871. Снесён в 1960 г.
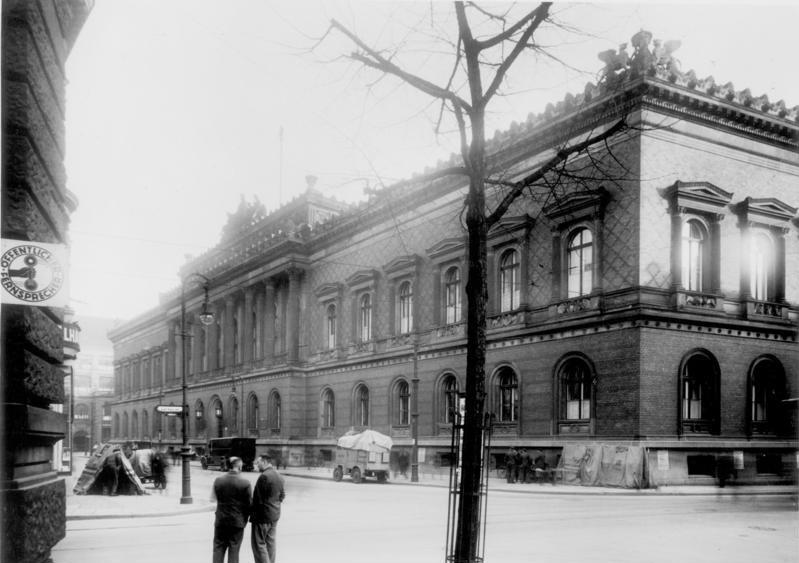
Здание Райхсбанка. Берлин, Ягерштрассе. 1869—1878. Снесено в 1960 г. Фотография 1933 г.
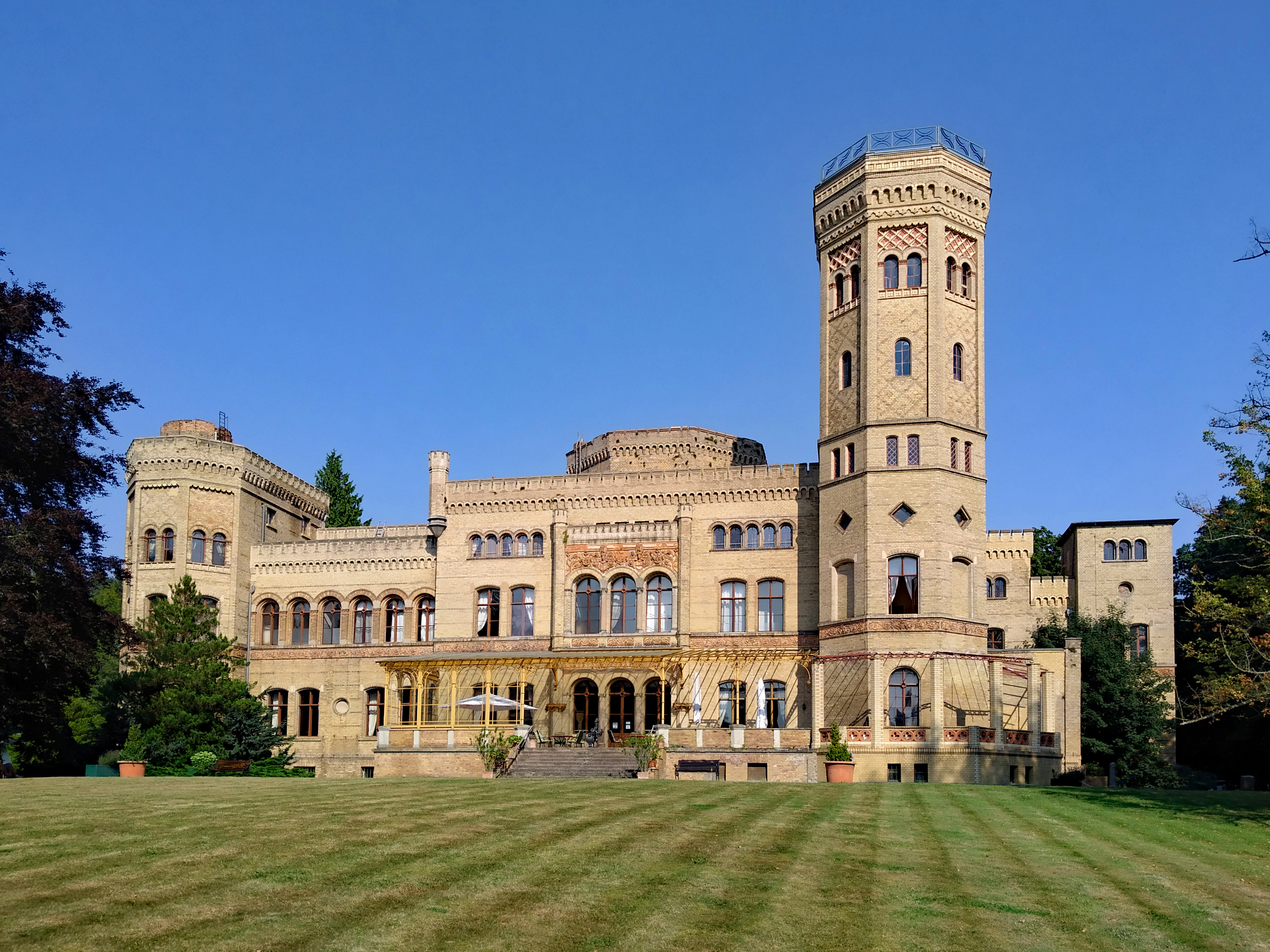
Замок Нетцов. 1848—1851
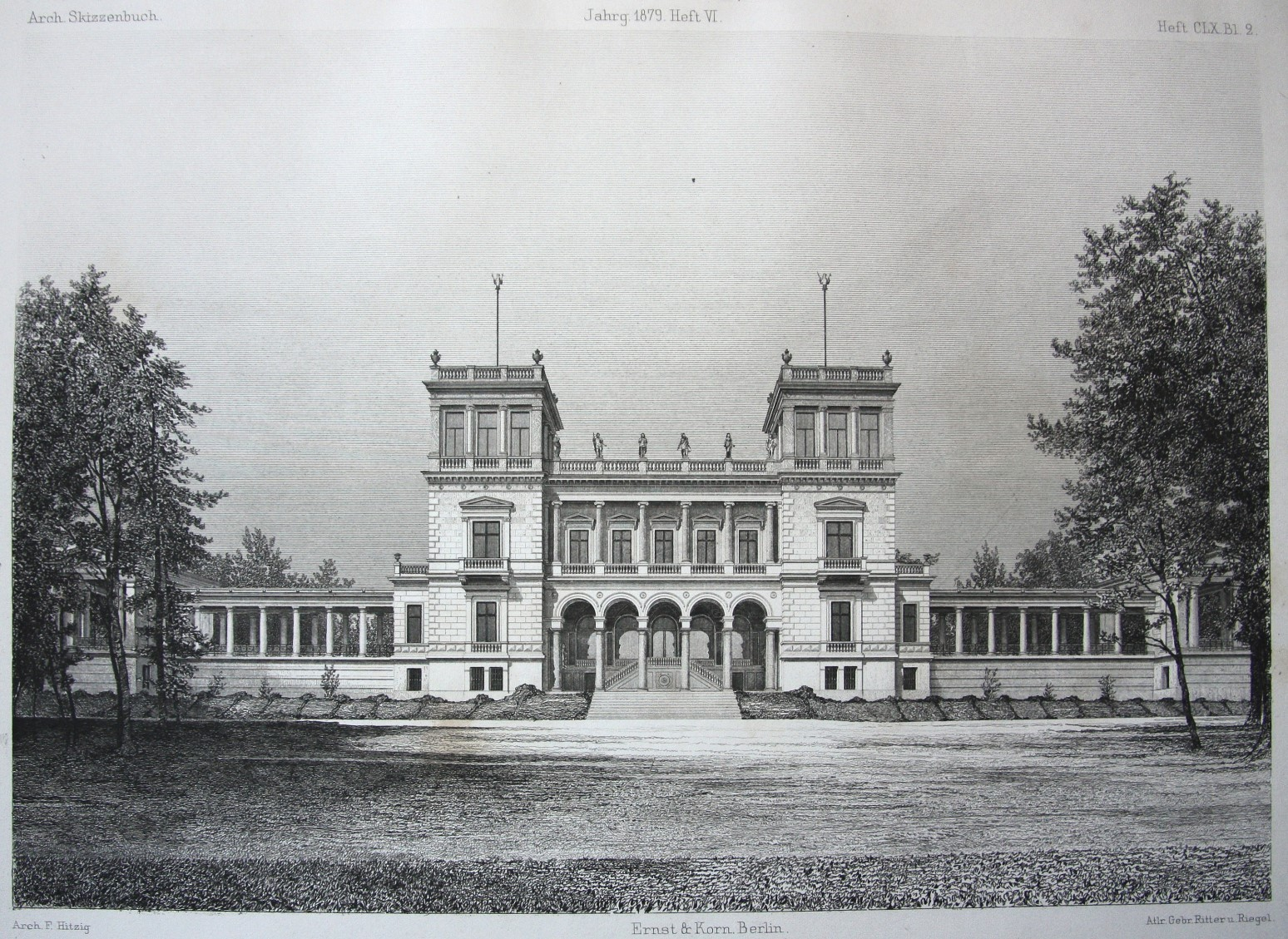
Замок Двазиден. 1873—1877. Снесён в 1948 г.
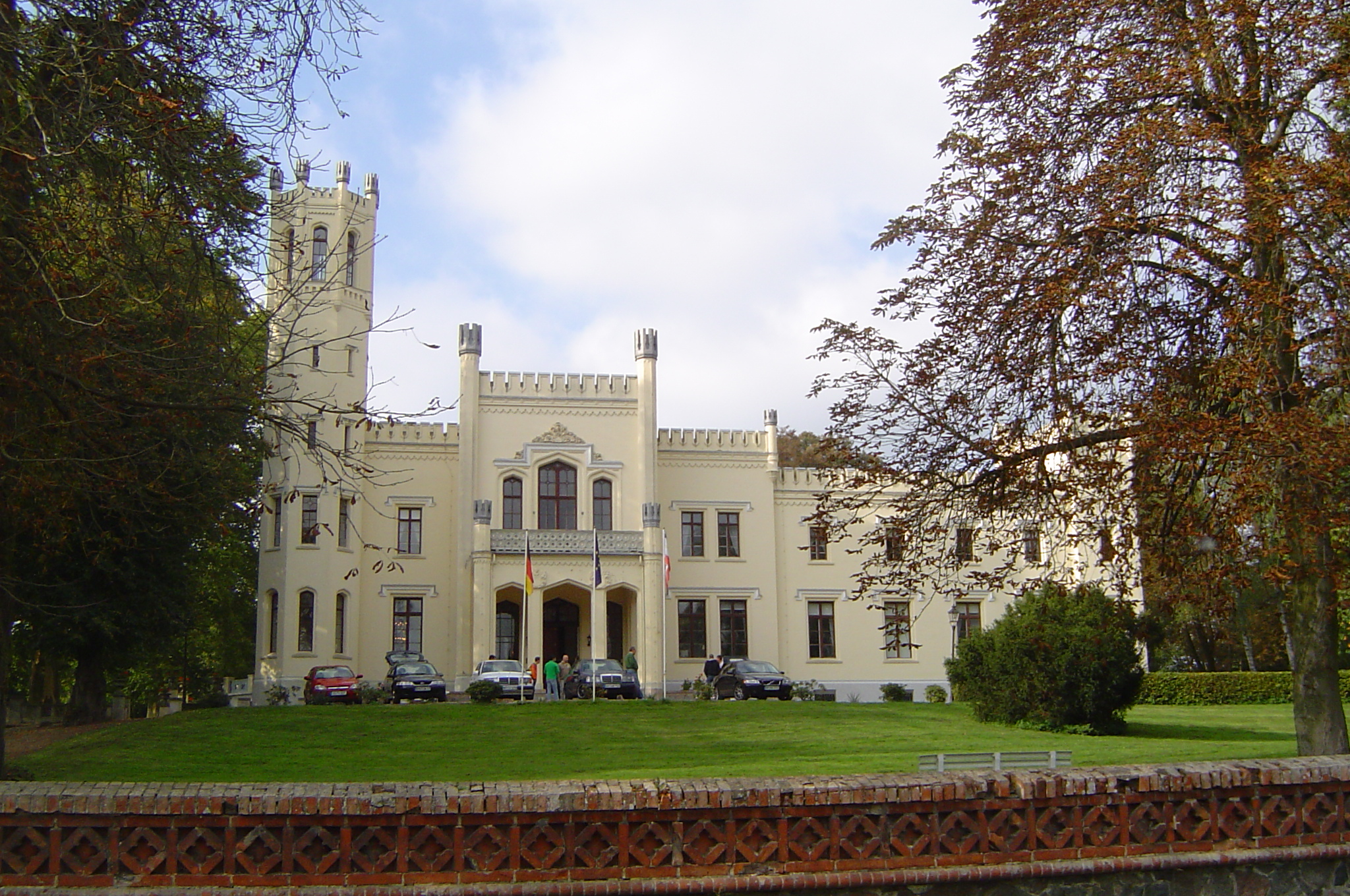
Замок Киттендорф. 1848—1853
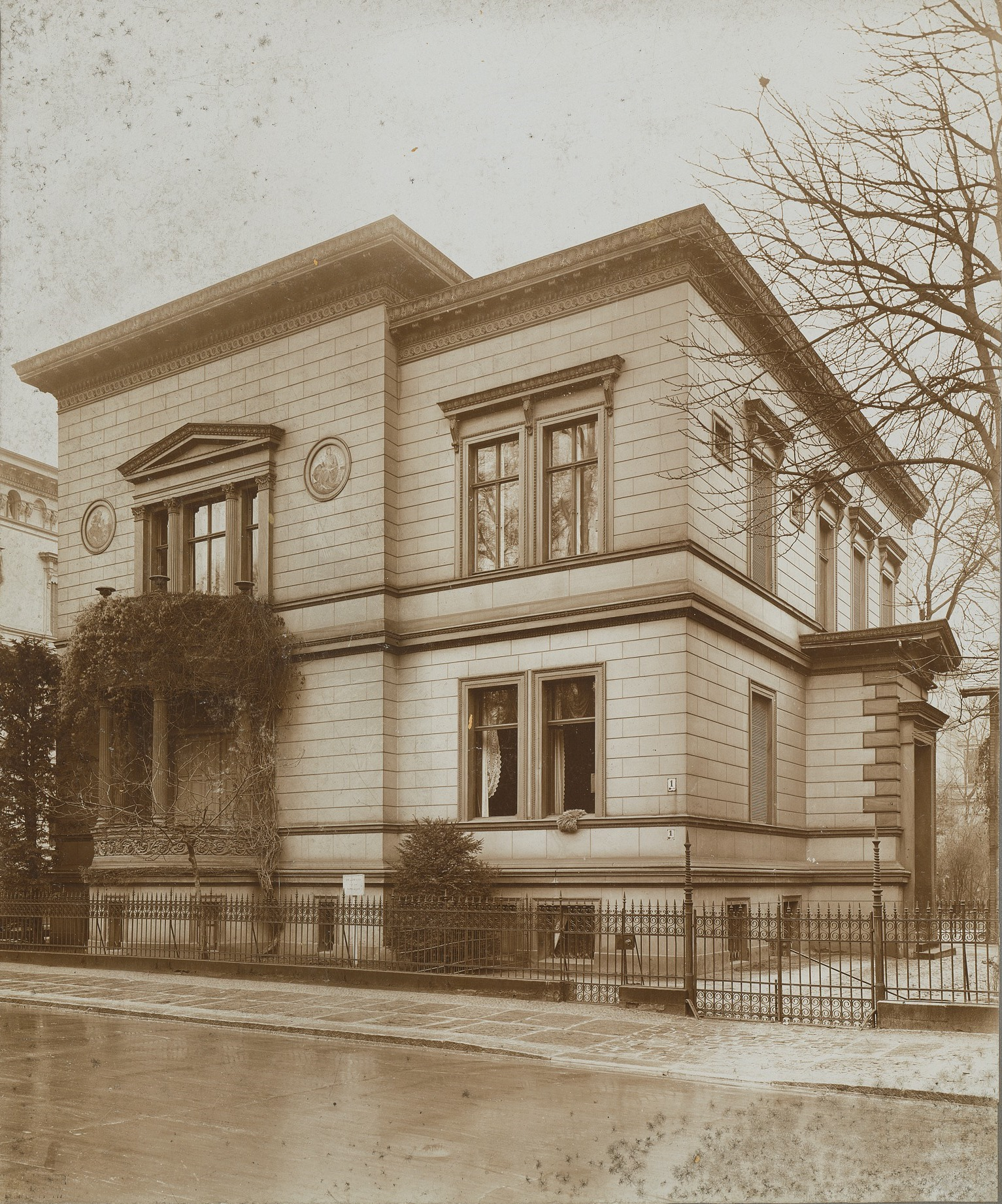
Вилла Бланкертц. 1864—1866. Фотография ок. 1910 г.

## Основные постройки
- 1848—1851: Замок Нетцов
- 1848—1853: Дворец Киттендорф
- 1852—1854: Замок Бреденфельде
- 1853—1859: Замок Картлов
- 1853: усыпальница семьи Эйкштедт в Кобленце, Померания
- 1855—1856: дворец Дальвиц-Гоппегартен
- 1855—1856: дворец в Кропштедте
- 1858: Палаццо Револьтелла в Триесте
- 1859—1864: Берлинская биржа на Бургштрассе, снесена в 1957—1958 годах
- 1861—1862: жилой дом банкира Карла Саломона Ахарда в Берлине, разрушен во Вторую мировую войну
- 1865: Вилла Вильгельма Гольсман-Бредта в Лангенберге
- 1865—1867: Рыночный павильон в Берлине, снесён в 1988 году
- 1866: вилла Лойссет в Айзенахе, снесена в 2014 году
- 1868—1871: дворец Кроненберг в Варшаве, снесён в 1960 году
- 1869—1878: здание Рейхсбанка на Егерштрассе в Берлине, снесено в 1960 году
- 1870—1871: дворец Фрерихс в Берлине, в 1910—1911 годах объединён с соседним зданием, с 1919 года посольство Швейцарии в Германии
- 1870—1872: комплекс Эрнста Августа в Ганновере
- 1873—1877: дворец Двазиден, снесён в 1948 году
- 1877—1881: реконструкция Цейхгауза в Берлине
- 1878—1884: главное здание Берлинского технического университета
- многочисленные виллы и доходные дома во Фридрихштадте и Тиргартене в Берлине